# Amaia Molinet
Amaia Molinet   (Lodosa, 1988) és una artista navarresa que viu a Bilbao i Cluj-Napoca.
Titulada Màster en Art Contemporani, Tecnològic i Performatiu i Llicenciada en Belles Arts per la UPV/EHU, ha rebut beques i premis per organismes com el Museu Guggenheim , Instituto de la Juventud, Eremuak-Govern Basc, C art C, Centre Huarte, Departament de Cultura de Navarra, o la Fundació BilbaoArte Fundazioa, i ha dut a terme projectes site -specific i estades en residència artística al Sàhara Occidental, Islàndia, Àustria, Romania, Argentina, França, Espanya i el País Basc.
Ha realitzat exposicions individuals com “The Earth mai want to be like it was before existing” a Hiriartea (Ciutadala de Pamplona), “Das Paradies” a la Galeria La Taller (Bilbao), “Future Fossils” al Museu Arqueològic de Bilbao i el Centre Cultural San Martín (Buenos Aires) i “Mugak” a BilbaoArte Fundazioa. El seu treball ha format part d'exposicions col·lectives en contextos com el Centre Huarte d'Art Contemporani, la Sala Rekalde (Bilbao), el Centre Cultural Montehermoso (Vitòria-Gasteiz), el Museu San Telmo (Donostia), el Fabra i Coats Centre d'Art Contemporani (Barcelona), Centrul d'Interes (Cluj-Napoca), Galeria Rafael Pérez Hernando (Madrid), o Gaep Gallery (Bucarest), entre d'altres. Va ser seleccionada com a resident dins de la segona edició del projecte europeu Contested Desires: Constructive Dialogues (CDCD).